# شيخ ايوب الخطيب
الشيخ أيوب الخطيب الملقب ( الشافعي الصغير ) بن توفيق الخطيب بن هبة الله بن الملا مهدي السامرائي مولدا وسكنا هو وآبائه الى الجد الخامس ، الماشطي الحسيني نسبا حيث ان عشيرته تتركز بأغلبها في مدينة سامراء وتسمى عشيرة السادة المواشط نسبة الى علي الملقب بابن الماشطة بن محمد المخل او الخلاني صاحب المرقد المعروف في بغداد ، الدوري لقبا عالم مدينة سامراء ومفتيها وابنها الذي ولد فيها

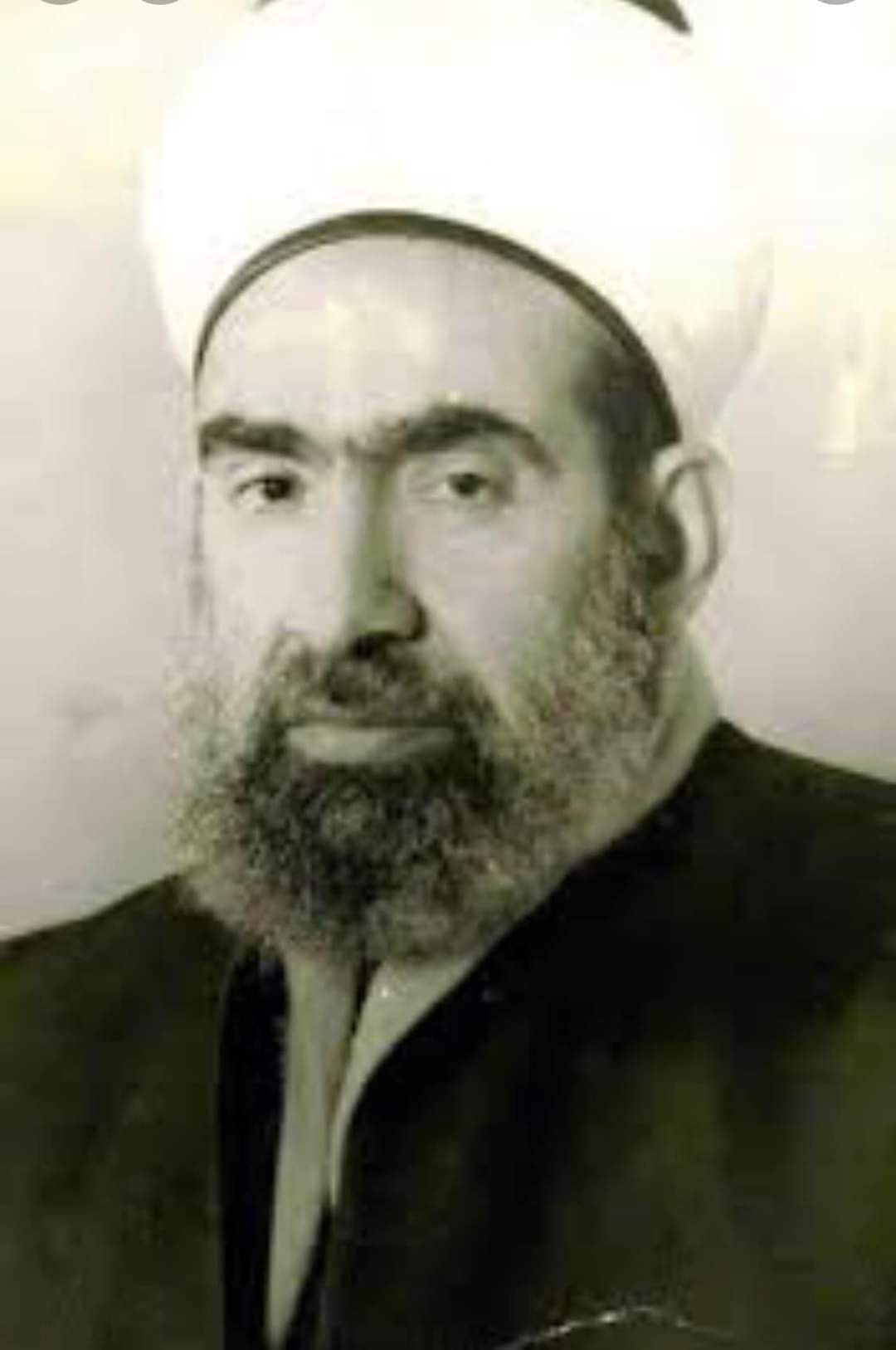
صورة للشيخ ايوب الخطيب وهو شخصية دينية مشهورة في مدينة سامراء في العراق

## حياته
ولد في سامراء عام 1917 م وتربى ونشا في أحضانها والتي كان يردد عنها رحمه الله مقولة ( بأنه لو كنس شوارع سامراء بأهداب عينه لما وفاها حقها ) وهو من أسرة دينية كريمة معروفه حيث تولى هو وابائه منذ جده الخامس الامامة في مدينة سامراء والجامع الكبير خاصة وذلك بفرمان صادر عن الباب العالي في اسطنبول ومن السلطان
العثماني الذي كان خليفة المسلمين

### وظائفه
محاضر في مادة اللغة العربية في متوسطة التفيض الاهلية في بغداد عام 1944.
محاضر في العلوم الشرعية واللغة العربية في متوسطة التفيض الاهلية في سامراء عام 1945.
عين عام1949 اماماً في مسجد حسن باشا في سامراء.
عين مدرسً ثانياً في المدرسة العلمية الدينية في سامراء بعد وفاة الشيخ عبدالوهاب البدري.
عين امام وخطيب في الجامع الكبير في سامراء بعد وفاة والده الشيخ توفيق الخطيب 1960م .
اختير رئيساً لرابطة علماء محافظة صلاح الدين وعضواً لرابطة علماء العراق.
عضواً لرابطة علماء العالم الإسلامي وعضواً للمجلسين العلمي والأعلى في وزارة الاوقاف العراقية.
نائب جمعية انقاذ الجزائر ورئيس لجمعية جمع التبرعات لفلسطين.
رئيس للجمعية الخيرية الإسلامية في سامراء.

### تلاميذه
وقد درس على يديه خلال خمسين عاماً أو أكثر الكثير من العلماء الاجلاء ومن أوائل الطلبة الذين درسوا على يديه هما :
الشيخ الشهيد يونس حميد الشيخ وهيب الذي ترأس رابطة علماء صلاح الدين بعد وفاة الشيخ ايوب رحمه الله
الشيخ مهدي محمود كاظم رئيس رابطة علماء صلاح الدين
الشيخ ماجد احمد عبد ربه عضو رابطة علماء صلاح الدين ثم أصبح مدرساً في المدرسة العلمية الدينية ثم أصبح معاوناً له.
يقول الشيخ ماجد متحدثاً عن الشيخ أيوب الخطيب ((لايوجد له مثيل في طريقة تدريسه فقد كان يؤثر الطلبة على نفسه وكنت ملازماً له في سفراته وكان الشيخ أيوب ياخذه للاستماع لقراءة القرآن في بيت عبد الرحمن الملا من الراديو. كان الشيخ أيوب ملازماً للطلبة في المدرسة العلمية حيث كان ينام معهم ليلاً ويحثنا على الاستيقاظ مبكراً لأداء فريضة الصلاة والاوراد وقراءة القرآن وخصوصاً سورة ياسين ثم يبدآ درسه واكثر الدروس المحببة له اللغة العربية والنحو والمنطق والبلاغة والحديث النبوي الشريف، وكان يحرص على اخذ الطلبة في زيارات شهرية لمرقد الشيخ عبد القادر الكيلاني، كان لا يحب المزاح والضحك مع الطلبة وقد جعلني الشيخ أيوب مسؤولاً على سير ومتابعة شؤون الطلبة والمدرسة ليلاً.
وكان مجلس وعظه مستمراً طيلة ايام السنة من بعد صلاة العصر إلى صلاة المغرب
كان عفيفا تقيا نظيف اليد كما كان آبائه حريصا على تتبع الاعمال المأثورة التي تميزت بها عائلته
كان يذكر دائما موقف ابيه الشيخ توفيق الذي اعاد جزءا من راتبة الى الحكومة لأنه كان مجازا لعدة ايام لم يعمل فيها بل كان الشيخ ايوب يعمل بالصدقة الخفيه حيث ذكر الشيخ احمد حسن الطه وهو احد الذين درسوا على يد الشيخ ايوب الخطيب بانه رحمه الله كان يجمع التبرعات لفلسطين في الاربعينات من الطلبة وكان يدفع بدل الذين لا يملكون التبرع ولم يعرف احد الا بعد سنوات بهذا العمل كما ذكر بانه كان يعطي الطلبة من راتبه في كثير من الاحيان دون ان يعلم احد
كان يحرص في ذهابه الى بغداد على زيارة اضرحة جده السيد محمد المخل ( الخلاني) و الشيخ عبدالقادر الكيلاني والامام موسى الكاظم
كان الناس يطرقون بابه حتى بعد منتصف الليل ان كان لهم حاجة طارئه لكي يدعوا لهم اذا مرض احدهم وكان رحمه الله لا يرفض لهم طلبا

## فتاواه
فتاواه كثيرة فهو قضى حياته والناس يستفتونه في امور دينهم وفتواه كانت حجه لايناقش فيها أحد ولحد الآن إذا اختلف شخصان في مسآله فقهية فاذا قال احدهما سمعت الشيخ أيوب يقول كذا سلم الثاني للأول واقتنع ولم يستمر بنقاشه ومن أهم الفتاوي التي اعلنها على المنبر في خطبة الجمعة (تحريم الاموال والبضائع المسروقة من الكويت ابان احتلالها) ولم يخف في الله لومة لائم ، الى حد انه كان يسئل عن اي سيارة تقله ويرفض الركوب فيها ان كانت قادمة من الكويت وكان يرفض ادخال اي بضاعة قادمة من الكويت الى بيته

## الشعر
كان لاينظم الشعر الا قليلاً وخاصة عندما يتأثر بموقف معين ولكنه إذا قال شعرا لا يضاهى وهذه ابيات نظمها بعد ثورة الشواف ونكبة الموصل وهي تطابق الامور في العراق الآن.
طال ليلي وطال فيه سهادي وتولى عن مقلتي رقادي
واستطار الفؤاد غماً وحزناً من خطوب تحز في الاكباد
كاد عقلي يطيش مما اراه من فجور ومنكر وفساد
أصبح الدين يااخي غريباً في بلاد الإسلام بله الاعادي
ومنها أيضاً :
أصبح العلج في العراق شريفاً انما العرب اخوة الاكراد
والشريف العزيز اضحى مهاناً بل اسير في ظلمة ووهاد
ومنها أيضاً :
ان نجم العراق ما زال يهوى في افول إلى حضيض الوهاد
منذ تولى مناصب الحكم فيه ادعياء من ارذل الاوغاد
حكم الشعب طغمة ليس فيها غير نذل أو غادر أو عاد
حكموا الشعب بالحديد والنار وسلوا حرية الافراد.

## وفاته
توفي الشيخ في يوم الاثنين في الرابع والعشرين من شهر محرم الحرام لسنة 1420 هـ الموافق العاشر من أيار لسنة 2000
كان يؤكد على وحدة المسلمين ويسعى اليها ولا يقبل الجدل الذي يفرق بينهم وعندما سئل عن طوائف المسلمين والى اي طائفة ينتمي هو شخصيا
اجاب ( بأنهم كلهم احبابي )
وقد حضر مجلس عزائه كل اولائك الاحباب حيث حضرت وفود الكرد من شمال العراق بكثافة ووفود الشيعة من جنوب العراق ومن النجف الاشرف للتعزية دلالة على اثر عمله في توحيد المسلمين
اقيم مجلس العزاء عليه في المدرسة العلمية في سامراء والتي درس فيها وادارها وكان كل علماء سامراء هم اصحاب المصاب الجلل وهم المضيفين في مجلس الفاتحة اقرارا له بفضلة واستاذيته وقد كانوا يستقبلون الوفود ويودعوهم ويتلقون التعازي حيث انهم اعتبروا انفسهم هم عائلته وليس فقط عائلته وعشيرته نسبا
وقد اعلنت وفاته ليس فقط في العراق بل اعلنته وزارات الاوقاف في الدول العربيه واجهزة الاعلام العالميه والتي أجمعت على تسميتة بالشافعي الصغير حيث انه اعتبر اعلم الناس في وقته والمتصدر للشافعية في العالم الاسلامي
وقد كان تشييعه دليلا عند الناس على صلاحه وعلو منزلته حيث ضاقت شوارع سامراء بالمشيعيين في مشهد جليل لم تشهده المدينة من قبل وكان اخر المشيعين عند بيته بينما كان يدفن في الجامع الكبير بجوار قبر استاذه المرحوم الشيخ السيد احمد الراوي بوصية منه وقد تحدث الناس كثيرا عن كراماته والتي خُتمت بكرامة تشييعه والصلاة عليه حيث صلى عليه الالاف بينما صليت عليه صلاة الغائب في كل مساجد العراق في الجمعة التاليه بوفاتة وفي بعض المساجد في مكة والمدينة المنورة

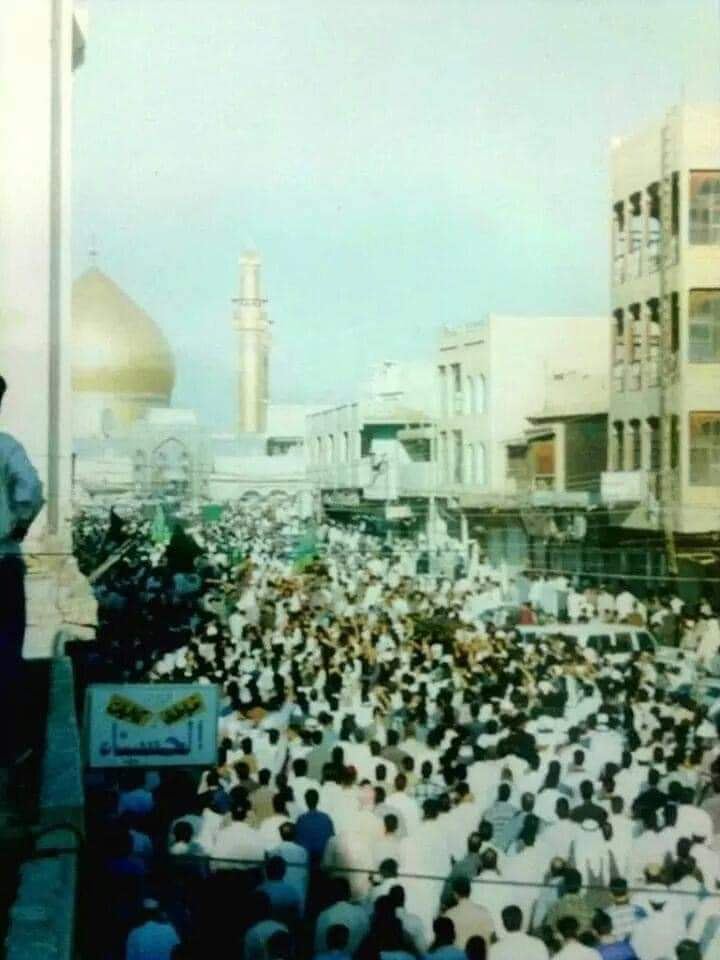
صورة لتشييع الشيخ ايوب الخطيب في سامراء المقدسه